# Драган Хамовић
Драган Хамовић (Краљево, 30. октобар 1970) српски је песник, прозни писац, есејиста, историчар књижевности и књижевни критичар.

## Биографија
Рођен је у Краљеву где је завршио основну и средњу школу. Дипломирао, магистрирао и докторирао на групи за српску књижевност и језик Филолошког факултета у Београду.
Пише песме, прозу, есеје, књижевне критике и приказе, а бави се и уредничким и приређивачким радом. Био је главни и одговорни уредник часописа Повеља (1997—2003), покретач и уредник више књижевних едиција и серије зборника радова о песницима добитницима награде Жичка хрисовуља.
У периоду 2001-2003 обавља дужност директора Библиотеке "Стефан Првовенчани" у Краљеву. Радио је као уредник у Заводу за уџбенике у Београду, а сада је научни саветник на Институту за књижевност и уметност у Београду.
Од 2016. до 2019. био је на дужности посебног саветника у Министарству културе и информисања Републике Србије.
Био је члан Удружења књижевника Србије (1994–2001) и Српског књижевног друштва (2001–2009). За књижевну критику добио је Награду „Милан Богдановић“ (2006) и "Ђорђе Јовановић" (2016) за књигу Пут ка усправној земљи , а за песничку збирку Матична књига (2007) Награду САНУ из фонда Задужбине Бранка Ћопића (2008), а Змајеву награду Матице српске за збирку Меко језгро (2017).
Објављује радове у књижевним часописима, недељницима, и зборницима.
Од 2003. године живи и ради у Београду.

## Дела

### Поезија
1. Мракови, руге (1992)
2. Намештеник: поема (1994)
3. Матична књига (2007)
4. Албум раних стихова (2007)
5. Жежено и нежно (2012)
6. Змај у јајету: наивне песме (2013)
7. Тиска (2015)
8. Меко језгро (2016)
9. Поправљам успомене / Ремонт воспоминаний (2017)
10. Бежанијска коса (2018)
11. Извод из матичне књиге (2019)
12. Рођен као змај: песме дечје и нимало наивне (2019)
13. Лик са Лимеса (2020)
14. Заштитна маска (2020)
15. Две хиљаде двадесета (2021)
16. Присутни грађани: у спомен краљевачких жртава рата 1941-1945 (2021)
17. Измештеник (2023)
18. Лекције из памћења (2024)
19. Поткровље (2025)

### Есеји, критике, монографије
1. Ствари овдашње: мали огледи на завичајне књижевне мотиве (1998)
2. Песничке ствари: из српске поезије XX века (1999)
3. Последње и прво: мала књига о српској поезији XX века (2003)
4. Морава (као коаутор) (2006)
5. С обе стране: есеји и критике (2006)
6. Лето и цитати: поезија и поетика Јована Христића (2008)
7. Песма од почетка: есеји, критике и записи (2009)
8. Раичковић: песнички развој и поетичко окружење (2011)
9. Матични простор (2012)
10. Пут ка усправној земљи: модерна српска поезија и њена културна самосвест (2016)
11. Момо тражи Капора: проблем идентитета у Капоровој прози (2016)
12. Преко века: из српске поезије XX и XXI столећа (2017)
13. Лица једнине (2018)
14. Знаци распознавања: прилози за саморазумевање српске књижевности (2020)
15. Лични прилози: о српској књижевности и неким културним питањима (2023)

### Роман
1. Род ораха (2022)

### Приређивачки рад

#### Зборници
1. Иван В. Лалић, песник : зборник, Народна библиотека, Краљево, 1996. (Библиотека Преображење)
2. Милосав Тешић, песник : зборник, Краљево, 1997. (Библиотека Преображење ; књ. 2)
3. Бранислав Петровић, песник : зборник, Краљево, 1999. (Едиција Повеља. Библиотека Преображење ; књ.3)
4. Стеван Раичковић, песник : зборник, Краљево, 2000. (Едиција Повеља. Библиотека Преображење ; књ. 4)
5. Aлек Вукадиновић, песник : зборник, 2001. (Едиција Повеља. Библиотека Преображење ; књ. 5)
6. Матија Бећковић, песник : зборник, Краљево, 2002. (Едиција Повеља. Библиотека Преображење ; књ. 6)
7. Борислав Радовић, песник : зборник, Краљево, 2003. (Едиција Повеља. Библиотека Преображење ; књ. 7)
8. Рајко Петров Ного, песник : зборник, Краљево, 2004. (Едиција Повеља. Библиотека Преображење ; књ. 8)
9. Милован Данојлић, песник : зборник, Краљево, 2005. (Едиција Повеља. Библиотека Преображење ; књ. 9)
10. Мирослав Максимовић, песник : зборник, Краљево, 2006. (Едиција Повеља. Библиотека Преображење ; књ. 10)
11. Злата Коцић, песникиња : зборник, Краљево, 2007. (Едиција Повеља. Библиотека Преображење ; књ. 11)
12. Душан Радовић и развој модерне српске књижевности : зборник радова, Београд : Учитељски факултет, 2008.
13. Ђорђо Сладоје, песник : зборник, Краљево, 2008. (Едиција Повеља. Библиотека Преображење ; књ. 12)
14. Новица Тадић, песник : зборник, Краљево, 2009. (Едиција Повеља. Библиотека Преображење ; књ. 13)
15. Братислав Р. Милановић, песник : зборник, Краљево, 2010. (Едиција Повеља. Библиотека Преображење ; књ. 14)
16. Петар Пајић, песник : зборник, Краљево, 2011. (Едиција Повеља. Библиотека Преображење ; књ. 15)
17. О песмама, поемама и поетици Матије Бећковића : зборник радова, Београд : Институт за књижевност и уметност ; Учитељски факултет Универзитета у Београду, 2012.
18. Иван Негришорац, песник : зборник, Краљево, 2012. (Едиција Повеља. Библиотека Преображење ; књ. 16).
19. Гојко Ђого, песник : зборник, 2013. (Едиција Повеља. Библиотека Преображење ; књ. 17)
20. Песничка поетика Оскара Давича : зборник радова, Београд : Институт за књижевност и уметност ; Библиотека шабачка, 2013.
21. Песничко дело и мисао о поезији Милована Данојлића : зборник радова, Београд–Требиње : Институт за књижевност и уметност ; Филолошки факултет Универзитета у Београду, 2013.
22. Споменица Моми Капору: зборник, Бања Лука: Академија наука и умјетности Републике Српске, 2013.
23. Милош Црњански, поезија и коментари: Београд–Нови Сад: Институт за књижевност и уметност, Филолошки факултет, Матица српска, 2014.
24. Петар Цветковић, песник : зборник, Краљево 2014. (Едиција Повеља. Библиотека Преображење ; књ. 18)
25. Ранко Јововић, песник : зборник, Краљево, 2015. (Едиција Повеља. Библиотека Преображење ; књ. 19)
26. Ђорђе Нешић, песник : зборник, 2016. (Едиција Повеља. Библиотека Преображење ; књ. 20)
27. Поезија Бранка В. Радичевића: зборник радова, Београд–Чачак: Институт за књижевност и уметност, Градска библиотека "Владислав Петковић Дис", 2016.
28. Живорад Недељковић, песник : зборник, Краљево, 2017. (Едиција Повеља. Библиотека Преображење ; књ. 21)
29. О поезији и о поетици Борислава Радовића: Београд: Институт за књижевност и уметност, Библиотека града Београда, 2017.
30. Мошо Одаловић, песник : зборник, Краљево, 2018. (Едиција Повеља. Библиотека Преображење ; књ. 22)
31. Прилози за поетику Бранислава Петровића: зборник радова, Београд–Чачак, Институт за књижевност и уметност, Градска библиотека "Владислав Петковић Дис", 2019.
32. Стеван Тонтић, песник : зборник, Краљево, 2019. (Едиција Повеља. Библиотека Преображење ; књ. 23)
33. Владимир Јагличић, песник : зборник, Краљево, 2020. (Едиција Повеља. Библиотека Преображење ; књ. 24)
34. Српска књижевност почетком 20. века: модерност и стари задаци: зборник радова, Београд: Институт за књижевност и уметност, 2020.
35. Милан Ненадић, песник : зборник, Краљево, 2021. (Едиција Повеља. Библиотека Преображење ; књ. 25)
36. Приповедач Славко Стаменић: зборник, Краљево–Обреновац, 2021.
37. Књижевност и култура у читању Слободана Јовановића: зборник радова, Београд: Институт за књижевност и уметност, 2022.

#### Књиге
1. Сан за Драгана Илића : прилози о песнику ; Краљево : Ибарске новости, 1990.
2. Најлепше песме Милосава Тешића : Београд : Просвета, 2002. (Библиотека Нај)
3. Рајко Петров Ного, У Виловоме долу : изабране и нове песме Београд – Источно Сарајево : Завод за уџбенике и наставна средства Београд ; Завод за уџбенике и наставна средства Источно Сарајево, 2005.
4. Бранислав Петровић, Жанка ; Београд : Завод за уџбенике и наставна средства, 2005. –(Библиотека Златокрила)
5. Никола Тесла, Младост и први изуми ; Београд : Завод за уџбенике и наставна средства, 2006. – (Библиотека Књига и по)
6. Новица Петковић, Словенске пчеле у Грачаници : oгледи и чланци о српској књижевности и култури ; Београд : Завод за уџбенике, 2007. – (Библиотека Нова дела)
7. Новица Петковић, Разговори 1992–2004 ; приредио Драган Хамовић. Београд : Учитељски факултет, 2009. – (Библиотека Академија)
8. Никола Тесла, Младост и први изуми ; приредио и за децу прилагодио Драган Хамовић. –Београд : Завод за уџбенике, 2010.– (Библиотека Књига и по)
9. Новица Петковић, На извору живе воде : из оставштине ; Београд : Завод за уџбенике, 2010. – (Библиотека Нова дела)
10. Петар Петровић Његош, Нека буде што бити не може : избор из спева Горски вијенац ; Београд : Завод за уџбенике, 2010.– (Лектира за осми разред основне школе)
11. Живорад Недељковић, Неумерени рад година : изабране песме ; Чачак : Градска библиотека „Владислав Петковић Дис“, 2011.– (Библиотека Књига госта, 37)
12. Песници у Жичи : беседе на Преображење ; Краљево : Народна библиотека „Стефан Првовенчани“, 2011.
13. Новица Тадић, Ја и моја пратња ; Београд : Завод за уџбенике, 2011 – (Библиотека Нова дела)
14. Новица Тадић, Сабране песме I : Присуства, Смрт у столици, Ждрело, Огњена кокош, Погани језик ; Подгорица : Матица српска – Друштво чланова у Црној Гори, Издавачки центар, 2012.
15. Новица Тадић, Сабране песме II : Ругло, О брату, сестри и облаку, Кобац, Улица ; Подгорица : Матица српска – Друштво чланова у Црној Гори, Издавачки центар, 2012.
16. Новица Тадић, Сабране песме III : Напаст, Потукач, Непотребни сапутници, Окриље ; Подгорица : Матица српска – Друштво чланова у Црној Гори, Издавачки центар, 2012.
17. Новица Тадић, Сабране песме IV : Тамне ствари, Незнан, Ђаволов друг, Ту сам, у тами ; Подгорица : Матица српска – Друштво чланова у Црној Гори, Издавачки центар, 2012.
18. Новица Тадић, Оставштина : Ја и моја пратња, Стихови из бележнице, Грдана, Библиографија ; Друштво чланова у Црној Гори, Издавачки центар, 2012.
19. Дису у гостима : избор из разговора и беседа са „Дисових пролећа“ Чачак : Градска библиотека „Владислав Петковић Дис“, 2013.
20. Спомен Принципу : избор поезије младобосанаца и српске поезије о Гаврилу Принципу / Београд: Наш Печат, 2014.
21. Храна за птице : песмице и епиграми / Милован Данојлић ; Београд: Албатрос плус, 2014.
22. Вечита пешадија и сродне песме / Бранко В. Радичевић, Градска библиотека "Владислав Петковић Дис" и др. Чачак–Лучани, 2017.
23. Новица Тадић, собом самим; Завод за проучавање културног развитка, Београд, 2020.

## Награде и признања
- Награда „Милан Богдановић”, за критички текст о књизи Фасцикла 1999/2000 Стевана Раичковића, 2006.
- Награда „Бранко Ћопић”, за збирку поезије Матична књига, 2008.
- Награда „Змајев песнички штап”, 2014.
- Награда „Момчило Тешић”, 2014.
- Награда „Ђорђе Јовановић”, за књигу Пут ка усправној земљи. 2016.
- Октобарска награда града Краљева, 2016.
- Змајева награда, за књигу поезије Меко језгро, 2017.
- Награда „Одзиви Филипу Вишњићу”, 2019.[8]
- Награда „Гордана Брајовић”, 2020.
- Награда „Грачаничка повеља”, 2020.
- Награда „Гомионица” Сајма књига у Бањој Луци, 2020.
- Награда „Григорије Божовић”, за роман Род ораха, за 2022.[9]
- Награда „Данко Поповић”, за роман Род ораха, за 2022.[10]
- Награда „Рачанска повеља”, 2024.